# Bas van Wegen
Bas van Wegen (Nieuwegein, 26 september 1984) is een Nederlands voormalig voetballer die als doelman speelde.
In de jeugd begon hij bij SV Geinoord en hij speelde ook in de jeugdopleiding bij AFC Ajax en Feyenoord. Van Wegen begon zijn loopbaan in 2005 bij de nieuwbakken profclub FC Omniworld. Bij NAC Breda kwam hij niet verder dan de positie van derde doelman. In 2008 ging hij naar HFC Haarlem en daar speelde hij, tot aan het faillissement van de club in januari 2010, in totaal 18 wedstrijden. Op 28 januari 2010 werd bekend dat hij het seizoen op amateurbasis bij FC Emmen afmaakte. Vanaf het seizoen 2010/2011 kwam hij voor MVV Alcides. In het seizoen 2016/17 speelde Van Wegen voor ONS Sneek waarna hij stopte met voetbal. 